# Raghu Rai
Raghu Rai ( n. 1942 ) es un fotógrafo indio especializado en periodismo fotográfico que forma parte de la agencia Magnum.
Nació en Jhang, una pequeña ciudad de la India británica que después de la independencia pasó a pertenecer a Pakistán. Estudió ingeniería civil pero al no encontrar trabajo su hermano le recomendó en 1965 que se iniciase como fotógrafo y se presentase a un concurso semanal de The Times que ganó, comenzó a trabajar un año después en el periódico The Statesman de Nueva Delhi hasta 1976 cuando decidió convertirse en fotógrafo independiente. Entre 1982 y 1992 trabajó como director de fotografía en la publicación India Today.
Su trabajo ha sido publicado en numerosas publicaciones entre las que se encuentran Time, Life, GEO, The New York Times, The Sunday Times, Newsweek, The Independent y The New Yorker.
En 1984 realizó un amplio reportaje sobre el desastre de Bhopal para Greenpeace que fue expuesto varias veces y dio lugar a un libro. Entre otros libros que ha publicado se encuentran A Day in the life of Indira Gandhi (Un día en la vida de Indira Gandhi) (1974), The Sikhs (1984), Dreams of India (Sueños de la India) (1988), Calcuta (1989), Dheli y Agra (1990), Tibet y Khajuraho (1991), Lakshadweep (2000), Raghu Rai's India (La India de Raghu Rai) (2001) y La Madre Teresa (2005).